# Zliechov
Zliechov es un municipio del distrito de Ilava en la región de Trenčín, Eslovaquia, con una población estimada a final del año 2024 de 560 habitantes.
Se encuentra ubicado al norte de la región, cerca del río Váh (cuenca hidrográfica del río Danubio) y de la frontera con la República Checa.

## Demografía
| Año        | 1994 | 2004     | 2014    | 2024    |
| ---------- | ---- | -------- | ------- | ------- |
| Población  | 728  | 614      | 610     | 560     |
| Diferencia |      | −15,65 % | −0,65 % | −8,19 % |

| Año        | 2023 | 2024    |
| ---------- | ---- | ------- |
| Población  | 570  | 560     |
| Diferencia |      | −1,75 % |